# Subharmonische Funktion
In der Mathematik bezeichnen subharmonische und superharmonische Funktionen wichtige Klassen von Funktionen, die ihre Anwendungen in der Theorie Partieller Differentialgleichungen, Funktionentheorie und Potentialtheorie haben.
Subharmonische Funktionen sind zu konvexen Funktionen einer Variable folgendermaßen verbunden: Wenn der Graph einer konvexen Funktion und eine Gerade sich an zwei Punkten schneiden, ist der Graph der konvexen Funktion unter der Geraden zwischen diesen beiden Punkten. Auf die gleiche Art sind die Werte einer subharmonischen Funktion im Inneren einer Kugel nicht größer als die einer harmonischen Funktion, wenn dies für den Rand der Kugel gilt. Durch diese Eigenschaften können subharmonische Funktionen definiert werden.
Superharmonische Funktionen können auf die gleiche Art definiert werden, wobei „nicht größer“ durch „nicht kleiner“ ersetzt wird. Alternativ kann eine Funktion {\displaystyle f} als superharmonisch definiert werden, wenn {\displaystyle -f} subharmonisch ist. Daher kann jede Eigenschaft subharmonischer Funktionen leicht auf superharmonische Funktionen übertragen werden.

## Formale Definition
Sei {\displaystyle G} eine Teilmenge des Euklidischen Raums {\displaystyle {\mathbb {R} }^{n}} und sei
{\displaystyle \varphi \colon G\to {\mathbb {R} }\cup \{-\infty \}}
eine oberhalbstetige Funktion. Dann ist {\displaystyle \varphi } subharmonisch, falls für jede abgeschlossene Kugel {\displaystyle {\overline {B(x,r)}}} mit Mittelpunkt {\displaystyle x} und Radius {\displaystyle r} aus {\displaystyle G} und für jede reellwertige, stetige Funktion {\displaystyle h} auf  {\displaystyle {\overline {B(x,r)}}}, die harmonisch in {\displaystyle B(x,r)} ist und {\displaystyle \varphi (y)\leq h(y)} für alle {\displaystyle y} auf dem Rand {\displaystyle \partial B(x,r)} von {\displaystyle B(x,r)} erfüllt, stets {\displaystyle \varphi (y)\leq h(y)} für alle  {\displaystyle y\in B(x,r)} gilt.
Damit ist auch die Funktion, die identisch {\displaystyle -\infty } ist, subharmonisch. Allerdings schließen manche Autoren diesen Fall per Definition aus.

## Eigenschaften
- Eine oberhalbstetige Funktion {\displaystyle \varphi \colon G\to \mathbb {R} \cup \{-\infty \}} ist genau dann subharmonisch, wenn für jedes {\displaystyle x\in G} mit {\displaystyle {\overline {B(x,r)}}\subseteq G} gilt

{\displaystyle \varphi (x)\leq {\frac {1}{|\partial B(x,r)|}}\int _{\partial B(x,r)}\varphi (s)d\eta ,}
wobei {\displaystyle d\eta } das Oberflächenmaß bezeichnet. Dies bedeutet, dass eine subharmonische Funktion an keinem Punkt größer als das arithmetische Mittel ihrer Werte auf einem Kreis um diesen Punkt ist.
- Das Maximum einer subharmonischen Funktion kann nicht im Inneren ihres Definitionsbereichs angenommen werden, falls die Funktion nicht konstant ist. Dies ist das sogenannte Maximumprinzip, das unmittelbar aus der vorangehenden Eigenschaft folgt.
- Eine Funktion ist genau dann harmonisch, wenn sie sowohl subharmonisch als auch superharmonisch ist.
- Wenn {\displaystyle \varphi } zweimal stetig differenzierbar auf einer offenen Menge {\displaystyle G} aus {\displaystyle \mathbb {R} ^{n}} ist, dann ist {\displaystyle \varphi } subharmonisch genau dann, wenn

{\displaystyle \Delta \varphi \geq 0} in {\displaystyle G} gilt,
wobei {\displaystyle \Delta } den Laplace-Operator bezeichnet.

## Subharmonische Funktionen in der komplexen Zahlenebene
Subharmonische Funktionen sind in der Funktionentheorie vom besonderen Interesse, da sie eng mit holomorphen Funktionen verbunden sind.
Eine reellwertige, stetige Funktion {\displaystyle \varphi } einer komplexen Variablen (d. h. von zwei reellen Variablen), die auf einer offenen Menge {\displaystyle G\subset \mathbb {C} } definiert ist, ist genau dann subharmonisch, wenn für jede abgeschlossene Kreisscheibe {\displaystyle D(z,r)\subset G} mit Mittelpunkt {\displaystyle z} und Radius {\displaystyle r} gilt
{\displaystyle \varphi (z)\leq {\frac {1}{2\pi }}\int _{0}^{2\pi }\varphi (z+re^{i\theta })d\theta .}
Falls {\displaystyle f} eine holomorphe Funktion ist, dann ist
{\displaystyle \varphi (z)=\log \left|f(z)\right|}
subharmonisch, wenn man {\displaystyle \varphi (z)} an den Nullstellen auf −∞ setzt.
In der komplexen Zahlenebene kann die Verbindung zu den konvexen Funktionen auch durch den Fakt begründet werden, dass eine subharmonische Funktion {\displaystyle f} auf einem Gebiet {\displaystyle G\subset \mathbb {C} }, die konstant in Richtung der Imaginärachse ist, konvex in Richtung der reellen Achse ist, und andersherum.

## Stochastik
In der Markov-Theorie werden superharmonische Funktionen verwendet.
Ist {\displaystyle P} der Übergangsoperator, so ist eine Funktion {\displaystyle f} superharmonisch genau dann, wenn {\displaystyle Pf\leq f}. Statt superharmonisch wird auch der Begriff exzessiv benutzt.
Die kleinste superharmonische bzw. exzessive Funktion, die die Auszahlungsfunktion majorisiert, ist der Wert des Spiels.